# 松尾芭蕉
松尾 芭蕉（まつお ばしょう、寛永21年〈月日不明〉 - 元禄7年10月12日〈1694年11月28日〉）は、江戸時代前期の俳諧師。伊賀国阿拝郡（現在の三重県伊賀市）出身。幼名は金作。通称は甚七郎、甚四郎。名は忠右衛門、のち宗房（むねふさ）。俳号としては初め宗房（そうぼう）を称し、次いで桃青（とうせい）、芭蕉（はせを）と改めた。北村季吟門下。
芭蕉は、和歌の余興の言捨ての滑稽から始まり、滑稽や諧謔を主としていた俳諧を、蕉風と呼ばれる芸術性の極めて高い句風として確立し、後世では俳聖として世界的にも知られる、日本史上最高の俳諧師の一人である。ただし芭蕉自身は発句（俳句）より俳諧（連句）を好んだ。
元禄2年3月27日（1689年5月16日）に弟子の河合曾良を伴い江戸を発ち、東北から北陸を経て美濃国の大垣までを巡った旅を記した紀行文『おくのほそ道』が特に有名である。

## 生涯

### 伊賀国の宗房
芭蕉は、寛永21年（1644年）に伊賀国阿拝郡にて、柘植郷の土豪一族出身の松尾与左衛門の次男として生まれるが、詳しい出生の月日は伝わっておらず、出生地についても、阿拝郡のうち上野城下の赤坂町（現在の伊賀市上野赤坂町）説と上柘植村（現在の伊賀市柘植町）説の2説がある。これは芭蕉の出生前後に松尾家が上柘植村から上野城下の赤坂町へ移っており、転居と芭蕉誕生とどちらが先だったかが不明だからである。松尾家は平氏の末流を名乗る一族だったが、当時は苗字・帯刀こそ許されていたが身分は武士ではなく農民だった。兄弟は、兄・命清の他に姉一人と妹三人がいた。
明暦2年（1656年）、13歳の時に父が死去し、兄の半左衛門が家督を継ぐが、その生活は苦しかったと考えられている。そのためか、異説も多いが寛文2年（1662年）に若くして伊賀国上野の侍大将・藤堂新七郎良勝（または良精）の嗣子・主計良忠（俳号は蝉吟）に仕え、その厨房役か料理人を務めていたようである。2歳年上の良忠とともに京都にいた北村季吟に師事して俳諧の道に入り、寛文2年の年末に詠んだ句
が作成年次の判っている中では最も古いものであり、19歳の立春の日に詠んだという。寛文4年（1664年）には松江重頼撰『佐夜中山集』に、貞門派風の2句が「松尾宗房」の名で初入集した。
寛文6年（1666年）には上野の俳壇が集い貞徳翁十三回忌追善百韻俳諧が催され、宗房作の現存する最古の連句がつくられた。この百韻は発句こそ蝉吟だが、脇は季吟が詠んでおり、この点から上野連衆が季吟から指導を受けていた傍証と考えられている。
しかし寛文6年に良忠が歿する。宗房は遺髪を高野山報恩院に納める一団に加わって菩提を弔い、仕官を退いた。後の動向にはよく分からない部分もあるが、寛文7年（1667年）刊の『続山井』（湖春編）など貞門派の選集に入集された際には「伊賀上野の人」と紹介されており、修行で京都に行く事があっても、上野に止まっていたと考えられる。その後、萩野安静撰『如意宝珠』（寛永9年）に6句、岡村正辰撰『大和巡礼』（寛永10年）に2句、吉田友次撰『俳諧藪香物』（寛永11年）に1句がそれぞれ入集した。
寛文12年（1672年）、29歳の宗房は処女句集『貝おほひ』を上野天神宮（三重県伊賀市）に奉納した。これは30番の発句合で、談林派の先駆けのようなテンポ良い音律と奔放さを持ち、自ら記した判詞でも小唄や六方詞など流行の言葉を縦横に使った若々しい才気に満ちた作品となった。また延宝2年（1674年）、季吟から卒業の意味を持つ俳諧作法書『俳諧埋木』の伝授が行われた。そしてこれらを機に、宗房は江戸へ向かった。

### 江戸日本橋の桃青
延宝3年（1675年）初頭（諸説あり）に江戸へ下った宗房が最初に住んだ場所には諸説あり、日本橋の小沢卜尺の貸家、久居藩士の向日八太夫が下向に同行し、後に終生の援助者となった魚問屋・杉山杉風の日本橋小田原町の宅に入ったともいう。江戸では、在住の俳人たちと交流を持ち、やがて江戸俳壇の後見とも言える磐城平藩主・内藤義概のサロンにも出入りするようになった。延宝3年5月には江戸へ下った西山宗因を迎え開催された興行の九吟百韻に加わり、この時初めて号「桃青」を用いた。ここで触れた宗因の談林派俳諧に、桃青は大きな影響をうけた。
延宝5年（1677年）、水戸藩邸の防火用水に神田川を分水する工事に携わった事が知られる。卜尺の紹介によるものと思われるが、労働や技術者などではなく人足の帳簿づけのような仕事だった。これは、点取俳諧に手を出さないため経済的に貧窮していた事や、当局から無職だと眼をつけられる事を嫌ったものと考えられる。この期間、桃青は現在の文京区に住み、そこは関口芭蕉庵として芭蕉堂や瓢箪池が整備されている。この年もしくは翌年の延宝6年（1678年）に、桃青は宗匠となって文机を持ち、職業的な俳諧師となった。ただし宗匠披露の通例だった万句俳諧が行なわれた確かな証拠は無いが、例えば『玉手箱』（神田蝶々子編、延宝7年9月）にある「桃青万句の内千句巻頭」や、『富士石』（調和編、延宝7年4月）にある「桃青万句」といった句の前書きから、万句俳諧は何らかの形で行われたと考えられる。『桃青伝』（梅人編）には「延宝六牛年歳旦帳」という、宗匠の証である歳旦帳を桃青が持っていた事を示す文も残っている。
宗匠となった桃青は江戸や時に京都の俳壇と交流を持ちながら、多くの作品を発表する。京の信徳が江戸に来た際に山口素堂らと会し、『桃青三百韻』が刊行された。この時期には談林派の影響が強く現れていた。また批評を依頼される事もあり、『俳諧関相撲』（未達編、天和2年刊）の評価を依頼された18人の傑出した俳人のひとりに選ばれた。ただし桃青の評は散逸し伝わっていない。
しかし延宝8年（1680年）、桃青は突然深川に居を移す。この理由については諸説あり、新進気鋭の宗匠として愛好家らと面会する点者生活に飽いたという意見、火事で日本橋の家を焼け出された説、また談林諧謔に限界を見たという意見もある。いずれにしろ彼は、俳諧の純粋性を求め、世間に背を向けて老荘思想のように天（自然）に倣う中で安らぎを得ようとした考えがあった。

### 江戸深川の芭蕉
深川に移ってから作られた句には、談林諧謔から離れや点者生活と別れを、静寂で孤独な生活を通して克服しようという意志が込められたものがある。また、『むさしぶり』（望月千春編、天和3年刊）に収められた
は、侘びへの共感が詠まれている。この『むさしぶり』では、新たな号「芭蕉」が初めて使われた。これは門人の李下から芭蕉の株を贈られた事にちなみ、これが大いに茂ったので当初は杜甫の詩から採り「泊船堂」と読んでいた深川の居を「芭蕉庵」へ変えた。その入庵の翌秋、字余り調で「芭蕉」の句を詠んだ。
深川在住時、芭蕉は、瑞甕山臨川寺の仏頂禅師と知り合い、師と仰ぎ、参禅するようになる。
天和2年（1682年）12月28日、天和の大火（いわゆる八百屋お七の火事）で庵を焼失し、甲斐谷村藩（山梨県都留市）の国家老高山繁文（通称・伝右衝門）に招かれ流寓した。翌年5月には江戸に戻り、冬には芭蕉庵は再建されたが、この出来事は芭蕉に、隠棲しながら棲家を持つ事の儚さを知らしめた。
一方で、芭蕉が谷村に滞在したのは、天和3年の夏のしばらくの間とする説もある。
その間『みなしぐり』（其角編）に収録された芭蕉句は、漢詩調や破調を用いるなど独自の吟調を拓き始めるもので、作風は「虚栗調（みなしぐりちょう）」と呼ばれる。その一方で「笠」を題材とする句も目立ち、実際に自ら竹を裂いて笠を自作し「笠作りの翁」と名乗ることもあった。芭蕉は「笠」を最小の「庵」と考え、風雨から身を守るに侘び住まいの芭蕉庵も旅の笠も同じという思想を抱き、旅の中に身を置く思考の強まりがこのように現れ始めたと考えられる。
深川の芭蕉庵の跡地やその周辺には、江東区芭蕉記念館、その分館の芭蕉庵史跡展望庭園、芭蕉翁像、芭蕉稲荷神社などの施設や史跡がある。

### 蕉風の高まりと紀行
貞享元年（1684年）8月、芭蕉は『野ざらし紀行』の旅に出る。東海道を西へ向かい、伊賀・大和・吉野・山城・美濃・尾張・甲斐を廻った。再び伊賀に入って越年すると、木曽・甲斐を経て江戸に戻ったのは貞享2年（1685年）4月になった。これは元々美濃国大垣の木因に招かれて出発したものだが、前年に他界した母親の墓参をするため伊賀にも向かった。この旅には、門人の千里（粕谷甚四郎）が同行した。
紀行の名は、出発の際に詠まれた
に由来する。これ程悲壮とも言える覚悟で臨んだ旅だったが、後半には穏やかな心情になり、これは句に反映している。前半では漢詩文調のものが多いが、後半になると見聞きしたものを素直に述べながら、侘びの心境を反映した表現に変化する。途中の名古屋で、芭蕉は尾張の俳人らと座を同じくし、詠んだ歌仙5巻と追加6句が纏められ『冬の日』として刊行された。これは「芭蕉七部集」の第一とされる。この中で芭蕉は、日本や中国の架空の人物を含む古人を登場させ、その風狂さを題材にしながらも、従来の形式から脱皮した句を詠んだ。これゆえ、『冬の日』は「芭蕉開眼の書」とも呼ばれる。
野ざらし紀行から戻った芭蕉は、貞享3年（1686年）の春に芭蕉庵で催した蛙の発句会で有名な
を詠んだ。和歌や連歌の世界では「鳴く」ところに注意が及ぶ蛙の「飛ぶ」点に着目し、それを「動き」ではなく「静寂」を引き立てるために用いる詩情性は過去にない画期的なもので、芭蕉風（蕉風）俳諧を象徴する作品となった。
貞享4年（1687年）8月14日から、芭蕉は弟子の河合曾良と宗波を伴い『鹿島詣』に行った。そこで旧知の根本寺前住職・仏頂禅師と月見の約束をしたが、あいにくの雨で約束を果たせず、句を作った。
同年10月25日からは、伊勢へ向かう『笈の小文』の旅に出発した。東海道を下り、鳴海・熱田・伊良湖崎・名古屋などを経て、同年末には伊賀上野に入った。貞享4年（1687年）2月に伊勢神宮を参拝し、一度父の33回忌のため伊賀に戻るが3月にはまた伊勢に入った。その後吉野・大和・紀伊と巡り、さらに大坂・須磨・明石を旅して京都に入った。
京都から江戸への復路は、『更科紀行』として纏められた。5月に草鞋を履いた芭蕉は大津・岐阜・名古屋・鳴海を経由し、信州更科の姨捨山で月を展望し、善光寺へ参拝を果たした後、8月下旬に江戸へ戻った。

### おくのほそ道

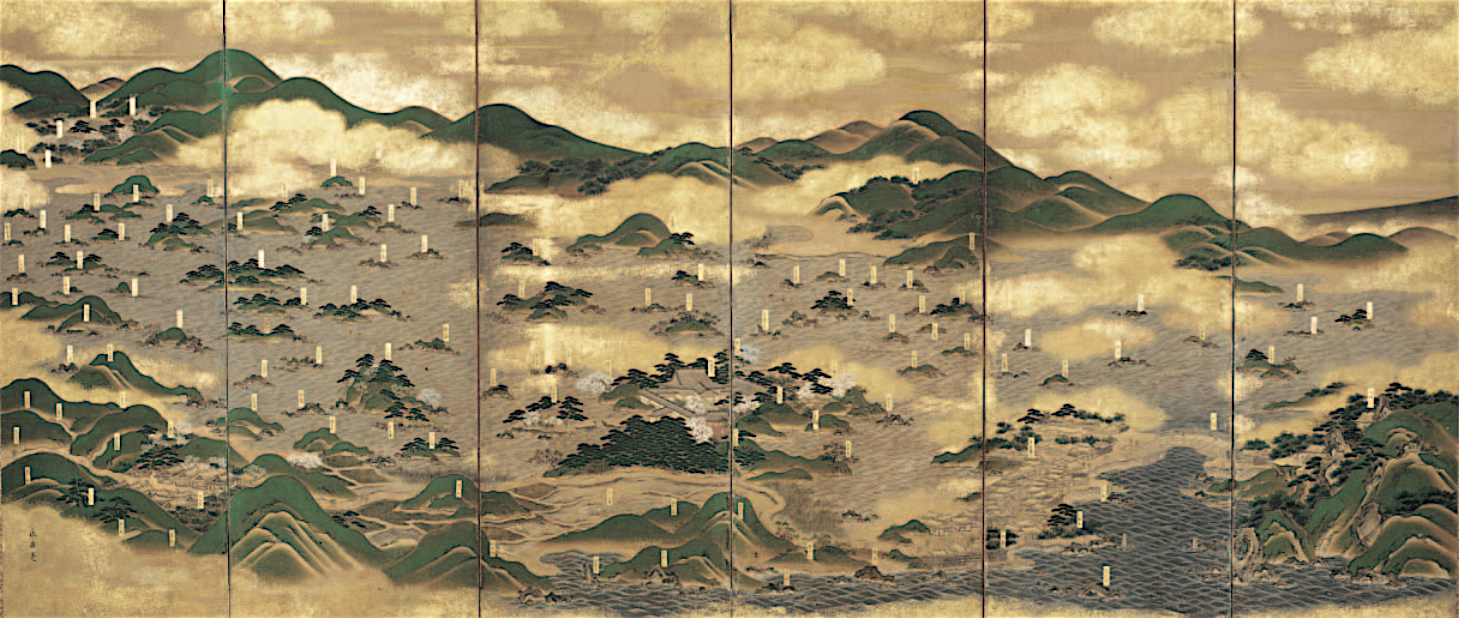
象潟地震で隆起する以前の、象潟の様子が描かれた屏風。芭蕉は「象潟や雨に西施がねぶの花」という句を詠み、「松島は笑ふが如く、象潟は憾む（悲しむの意）が如し」と評した。

西行500回忌に当たる元禄2年（1689年）の3月27日、弟子の曾良を伴い芭蕉は『おくのほそ道』の旅に出た。下野・陸奥・出羽・越後・加賀・越前など、彼にとって未知の国々を巡る旅は、西行や能因らの歌枕や名所旧跡を辿る目的を持っており、多くの名句が詠まれた。
この旅で、芭蕉は各地に多くの門人を獲得した。特に金沢で門人となった者たちは、後の加賀蕉門発展の基礎となった。また、歌枕の地に実際に触れ、変わらない本質と流れ行く変化の両面を実感する事から「不易流行」に繋がる思考の基礎を我が物とした。
芭蕉は8月下旬に大垣に着き、約5ヶ月600里（約2,400km）の旅を終えた。その後9月6日に伊勢神宮に向かって船出し、参拝を済ますと伊賀上野へ向かった。12月には京都に入り、年末は近江 義仲寺の無名庵で過ごした。

### 『猿蓑』と『おくのほそ道』の完成

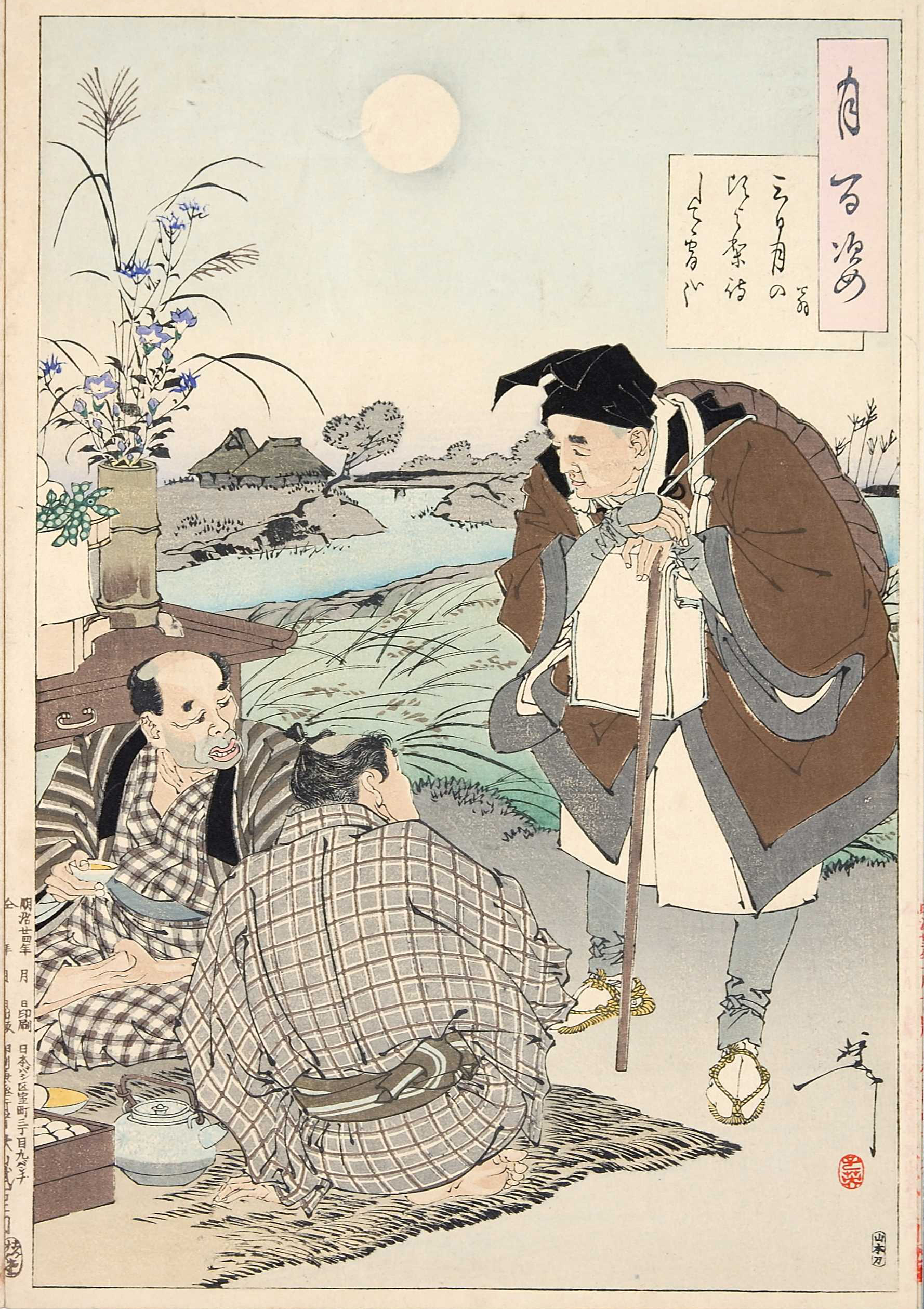
『三日月の頃より待し今宵哉』（月岡芳年『月百姿』）松尾芭蕉

元禄3年（1690年）正月に一度伊賀上野に戻るが、3月中旬には膳所へ行き、4月6日からは近江の弟子・膳所藩士菅沼曲翠の勧めにしたがって、静養のため滋賀郡国分の幻住庵に7月23日まで滞在した。この頃芭蕉は風邪に持病の痔に悩まされていたが、京都や膳所にも出かけ俳諧を詠む席に出た。
元禄4年（1691年）4月から京都・嵯峨野に入り向井去来の別荘である落柿舎に滞在し、5月4日には京都の野沢凡兆宅に移った。ここで芭蕉は去来や凡兆らと『猿蓑』の編纂に取り組み始めた。「猿蓑」とは、元禄2年9月に伊勢から伊賀へ向かう道中で詠み、巻頭を飾った
に由来する。7月3日に刊行された『猿蓑』には、幻住庵滞在時の記録『幻住庵記』が収録されている。9月下旬、芭蕉は京都を発って江戸に向かった。
芭蕉は10月29日に江戸に戻った。元禄5年（1692年）5月中旬には新築された芭蕉庵へ移り住んだ。しかし元禄6年（1693年）夏には暑さで体調を崩し、盆を過ぎたあたりから約1ヶ月の間庵に篭った。同年冬には三井越後屋の手代である志太野坡、小泉孤屋、池田利牛らが門人となり、彼らと『すみだはら』を編集した。これは元禄7年（1694年）6月に刊行されたが、それに先立つ4月、何度も推敲を重ねてきた『おくのほそ道』を仕上げて清書へ廻した。完成すると紫色の糸で綴じ、表紙には自筆で題名を記して私蔵した。

### 死去

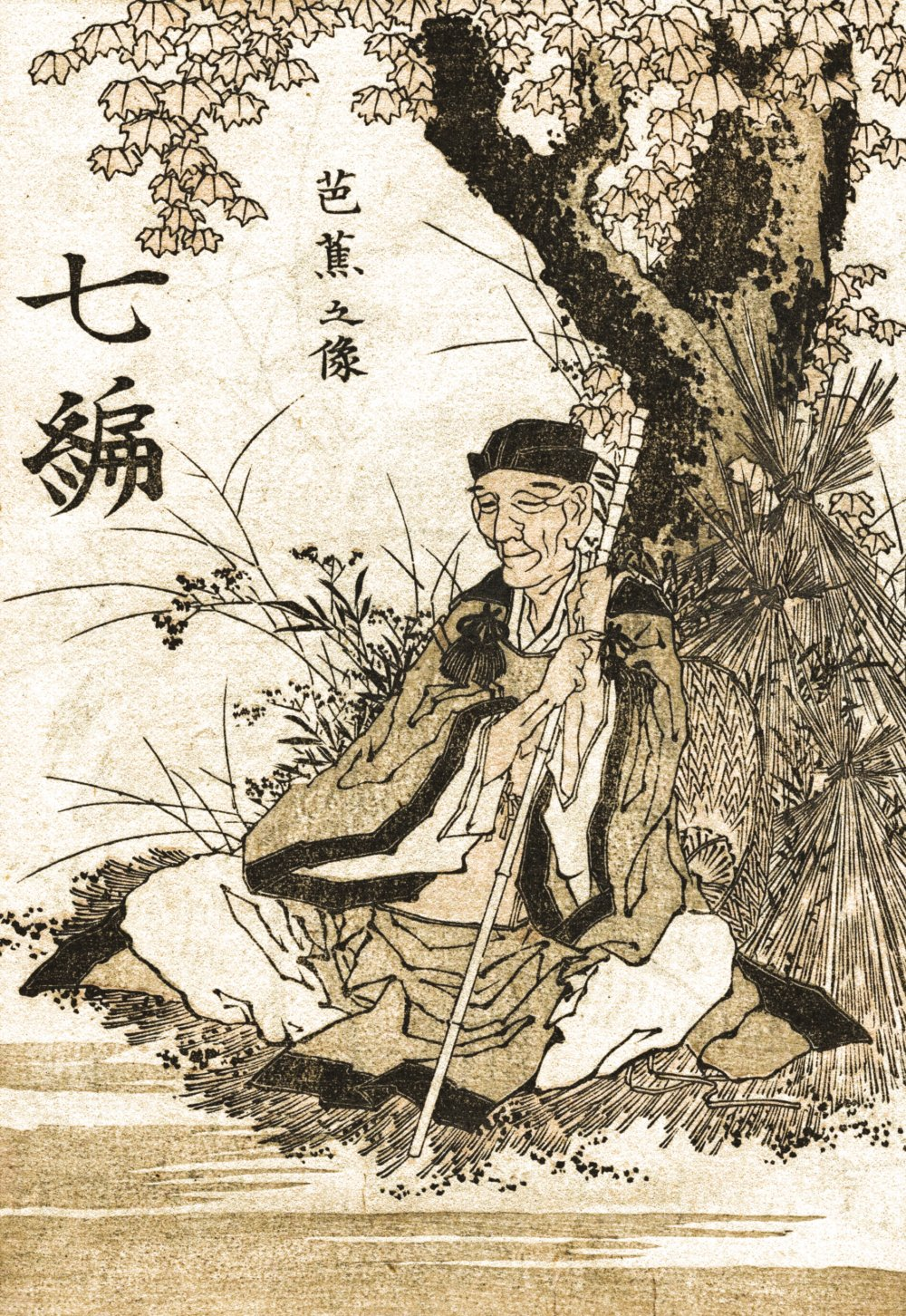
松尾芭蕉像（葛飾北斎画）

元禄7年（1694年）5月、芭蕉は寿貞尼の息子である次郎兵衛を連れて江戸を発ち、伊賀上野へ向かった。途中大井川の増水で島田に足止めを食らったが、5月28日には到着した。その後湖南や京都へ行き、7月には伊賀上野へ戻った。
9月に奈良そして生駒暗峠を経て大坂へ赴いた。大坂行きの目的は、門人の之道と珍碩の二人が不仲となり、その間を取り持つためだった。当初は若い珍碩の家に留まり諭したが、彼は受け入れず失踪してしまった。この心労が健康に障ったとも言われ、体調を崩した芭蕉は之道の家に移ったものの10日夜に発熱と頭痛を訴えた。20日には回復して俳席にも現れたが、29日夜に下痢が酷くなって伏し、容態は悪化の一途を辿った。10月5日に南御堂の門前、南久太郎町6丁目（現在の大阪市中央区久太郎町3丁目）の花屋仁左衛門の貸座敷に移り、門人たちの看病を受けた。8日、「病中吟」と称して
を詠んだ。この句が事実上最後の俳諧となるが、病の床で芭蕉は推敲し「なほかけ廻る夢心」や「枯野を廻るゆめ心」とすべきかと思案した。10日には遺書を書いた。そして12日申の刻（午後4時頃）、芭蕉は息を引き取った。享年50。
遺骸は去来、其角、正秀ら門人が舟に乗せて淀川を上り、13日の午後に近江（滋賀県）の義仲寺に運ばれた。翌14日葬儀、深夜遺言に従って木曾義仲の墓の隣に葬られた。焼香に駆けつけた門人は80名、300余名が会葬に来たという。其角の「芭蕉翁終焉期」に「木曽塚の右に葬る」とあり、今も当時のままである。なお、墓石の「芭蕉翁」の字は、丈艸（じょうそう）の筆といわれる。

## 蕉門
門人に蕉門十哲と呼ばれる宝井其角・服部嵐雪・森川許六・向井去来・各務支考・内藤丈草・杉山杉風・立花北枝・志太野坡・越智越人や杉風・北枝・野坡・越人の代わりに蕉門十哲に数えられる河合曾良・広瀬惟然・服部土芳・天野桃隣、それ以外の弟子として万乎・野沢凡兆・蘆野資俊などがいる。
宝井其角の流れは水間沾徳に受け継がれて江戸俳壇の中心となり、後に江戸座を結成した。
向井去来の没後60余年の後に蝶夢門下の井上重厚が落柿舎を再建して二代目庵主を名乗り、以来嵯峨の地に残る。
各務支考に始まる美濃派は支考の別号「獅子老人」に由来して獅子門を名乗り、俳句結社として現代に続く。
この他にも地方でも門人らがあり、尾張・近江・伊賀・加賀などではそれぞれの蕉門派が活躍した。特に芭蕉が「旧里」と呼ぶほど好んだ近江からは近江蕉門が輩出した。門人36俳仙といわれるなか近江の門人は計12名にも及んでいる。

## 芭蕉の風

### 貞門・談林風
宗房の名乗りで俳諧を始めた頃、その作風は貞門派の典型であった。つまり、先人の文学作品から要素を得ながら、掛詞・見立て・頓知といった発想を複合的に加えて仕立てる様である。初入集された『佐夜中山集』の1句
は、謡曲『鞍馬天狗』の一節から題材を得ている。2年後の作品
では、「帷子雪」（薄積もりの雪）と「帷子」（薄い着物）を掛詞とし、雪景色に降る霰の風景を、小紋（細かな模様）がある着物に見立てている。また、「－－は××である」という形式もひとつの特徴である。江戸で桃青号を名乗る時期の作は談林調になったと言われるが、この頃の作品にも貞門的な謡曲から得た要素をユニークさで彩る特徴が見られる。

### 天和期の特徴
天和年間、俳諧の世界では漢文調や字余りが流行し、芭蕉もその影響を受けた。また、芭蕉庵について歌った句を例にあげると、字余りの上五で外の情景を、中七と下五で庵の中にいる自分の様を描いている。これは和歌における上句「五・七・五」と下句「七・七」で別々の事柄を述べながら2つが繋がり、大きな内容へと展開させる形式と同じ手段を使っている。さらに中七・下五で自らを俳諧の題材に用いている点も特徴で、貞門・談林風時代の特徴「－－は××である」と違いが見られる。
天和期は芭蕉にとって貞門・談林風の末期とみなす評価もあるが、芭蕉にとってこの時期は表現や句の構造に様々な試みを導入し、意識して俳諧に変化を生み出そうと模索する転換期と考えられる。

### 芭蕉発句
貞享年間に入ると、芭蕉の俳諧は主に2つの句型を取りつつ、その中に多彩な表現を盛り込んだ作品が主流となる。2つの句型とは、「－－哉（省略される場合あり）」と「－－や／－－（体言止め）」である。前者の例は、
が挙げられる。一夜にして積もった雪景色の朝の風景がいかに新鮮なものかを、平凡な馬にさえ眼がいってしまう事で強調し、具象を示しながら一句が畳み掛けるように「雪の朝」へ繋げる事で気分を表現し、感動を末尾の「哉」で集約させている。後者では、
があり、字余りを使わずに「や」で区切った上五と中七・下五で述べられる別々の事柄が連結し、広がりをもって融和している。
さらに『三冊子』にて芭蕉は、「詩歌連俳はいずれも風雅だが、俳は上の三つが及ばないところに及ぶ」と言う。及ばないところとは「俗」を意味し、詩歌連が「俗」を切り捨てて「雅」の文芸として大成したのに対し、俳諧は「俗」さえ取り入れつつ他の3つに並ぶ独自性が高い文芸にあると述べている。この例では、
を見ると、「蛸壺」という俗な素材を用いながら、やがて捕食される事など思いもよらず夏の夜に眠る蛸を詠い、命の儚さや哀しさを表現している。

### かるみの境地
元禄3年の『ひさご』前後頃から、芭蕉は「かるみ」の域に到達したと考えられる。これは『三冊子』にて『ひさご』の発句
の解説で「花見の句のかかりを心得て、軽みをしたり」と述べている事から考えられている。「かるみ」の明確な定義を芭蕉は残しておらず、わずかに「高く心を悟りて俗に帰す」（『三冊子』）という言が残されている。試された解釈では、身近な日常の題材を、趣向作意を加えずに素直かつ平明に表すこと、和歌の伝統である「風雅」を平易なものへ変換し、日常の事柄を自由な領域で表すこととも言う。
この「かるみ」を句にすると、表現は作意が顔を出さないよう平明でさりげなくならざるを得ない。しかし一つ間違えると俳諧を平俗的・通俗的そして低俗なものへ堕落させる恐れがある。芭蕉は、高い志を抱きつつ「俗」を用い、俳諧に詩美を作り出そうと創意工夫を重ね、その結実を理念の「かるみ」を掲げ、実践した人物である。

### 俳評
芭蕉は俳諧に対する論評（俳評）を著さなかった。芭蕉は実践を重視し、また門人が別の考えを持っても矯正する事は無く、「かるみ」の不理解や其角・嵐雪のように別な方向性を好む者も容認していた。下手に俳評を残せばそれを盲目的に信じ、俳風が形骸化することを恐れたとも考えられる。ただし、門人が書き留める事は禁止せず、土芳の『三冊子』や去来の『去来抄』を通じて知る事ができる。
「かるみ」にあるように「俗」を取り込みつつ、芭蕉は「俗談平話」すなわちあくまで日常的な言葉を使いながらも、それを文芸性に富む詩語化を施して、俳諧を高みに導こうとしていた。これを成すために重視した純粋な詩精神を「風雅の誠」と呼んだ。これは、宋学の世界観が言う万物の根源「誠」が意識されており、風雅の本質を掴む（『三冊子』では「誠を責むる」と言う）ことで自ずと俳諧が詠め、そこに作意を凝らす必要が無くなると説く。この本質は固定的ではなく、おくのほそ道で得た「不易流行」の通り不易＝「誠によく立ちたる姿」と流行＝「誠の変化を知（る）」という2つの概念があり、これらを統括した観念を「誠」と定めている。
風雅の本質とは、詩歌では伝統的に「本意」と呼ばれ尊重すべきものとされたが、実態は形骸化しつつあった。芭蕉はこれに代わり「本情／本性」という概念を示し、俳諧に詠う対象固有の性情を捉える事に重点を置いた。これを直接的に述べた芭蕉の言葉が「松の事は松に習へ」（『三冊子』赤）である。これは私的な観念をいかに捨てて、対象の本情へ入り込む「物我一如」「主客合一」が重要かを端的に説明している。

## 家系
芭蕉の家系は、伊賀の有力国人だった福地氏流松尾氏とされる。福地氏は柘植三方の一氏で、平宗清の子孫を称していた。
天正伊賀の乱の時、福地氏当主・福地伊予守宗隆は織田方に寝返った。この功で宗隆は所領経営の継続を許された。しかし、のちに諸豪族の恨みを買って屋敷を襲われ、駿河へ出奔したという。

## その他

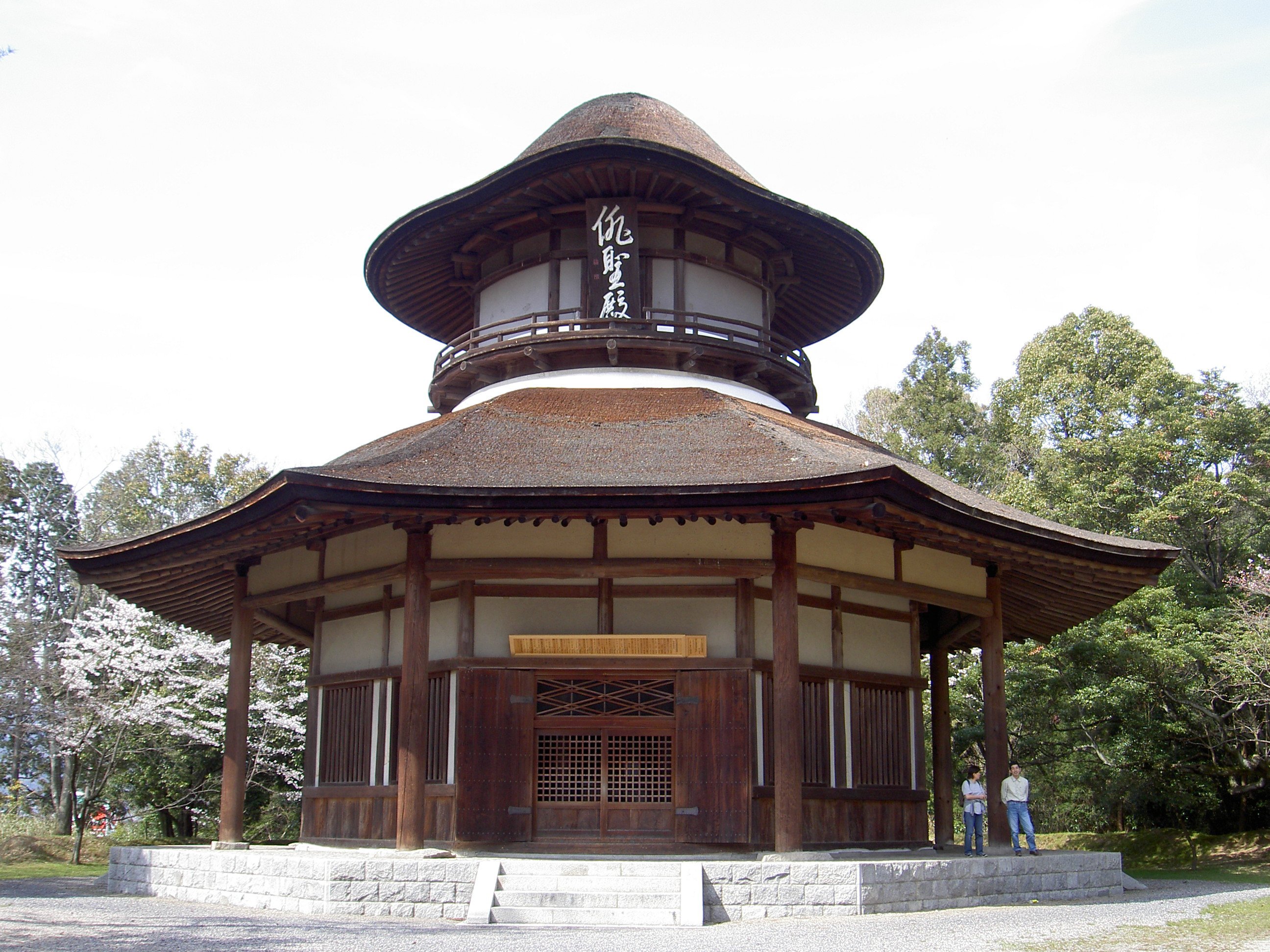
俳聖殿

忌日である10月12日（現在は新暦で実施される）は、桃青忌・時雨忌・翁忌などと呼ばれる。時雨は旧暦十月の異称であり、芭蕉が好んで詠んだ句材でもあった。例えば、猿蓑の発句「初時雨猿も小蓑を欲しげ也」などがある。
「松島やああ松島や松島や」は、かつては芭蕉の作とされてきたが記録には残されておらず、近年この句は江戸時代後期の狂歌師・田原坊の作ではないかと考えられている。
芭蕉の終焉地は、御堂筋の拡幅工事のあおりで取り壊された。現在は石碑が大阪市中央区久太郎町3丁目5付近の御堂筋の本線と側道間のグリーンベルトに建てられている。またすぐ近くの真宗大谷派難波別院（南御堂）の境内にも辞世の句碑がある。
その死後、神格化が進み、寛政3年（1791年）には、白川伯王家から「桃青霊神」の神号が、天保14年（1843年）には、二条家から「花本大明神」の神号が授けられた。

### 芭蕉忍者説
45歳にして『おくのほそ道』の約450里（1768キロメートル）に及ぶ旅程を踏破した芭蕉について、江戸時代当時のこの年齢の人としては大変な健脚であるとする見方が生じ、さらにその出自に注目して、芭蕉は伊賀者（忍者）として藤堂家に仕えた無足人（準士分）であるとする説や母が伊賀忍者の百地氏と関連があるとする言説が唱えられ、『おくのほそ道』には江戸幕府の命を受けた芭蕉が隠密として東北諸藩の様子を調査するという裏の目的が隠されているとする解釈も現れた。
芭蕉忍者説を検証した三重大学准教授の吉丸雄哉（国際忍者学会所属）は、芭蕉の身分についてはすでに父の代で農民となっているため伊賀者ではなく、母も百地氏とは関連がないと指摘し、『おくのほそ道』の行程についても『曾良旅日記』の記述から分析した結果、芭蕉が一日に歩いた距離は長くても当時の平均的男性のそれより3割増しという程度で一般人と変わらず、大変な健脚だから忍者とする見方は成立しないと述べている。また、芭蕉はその死後半世紀にして神格化が進み逸話が多く創作されたが、速歩や隠形などの忍術を用いたエピソードは見当たらない点も重視すべきと注意を促している。
吉丸は、芭蕉忍者説が広まった過程も調査しており、その初出は昭和41年（1966年）に松本清張と樋口清之が発表した共著『東京の旅』（光文社）で、以降は文芸評論家の尾崎秀樹が芭蕉の母の血筋も取り上げながら同説を幾度も唱えたことが確認できるとし、昭和45年（1970年）の斎藤栄による推理小説『奧の細道殺人事件』（光文社）や昭和63年（1988年）〜平成元年（1989年）の連続テレビ時代劇『隠密・奥の細道』（テレビ東京）といったフィクションも手伝う形で、昭和戦後の忍者ブームと組み合わさって人口に膾炙したと考察する。吉丸は、芭蕉忍者説は結論ありきで反証可能性がなく、「証明できない幽霊のような存在」、「芭蕉にとっても忍者・忍術にとっても益のない発想である」と厳しい評価を下している。ただし、『おくのほそ道』の同行者である曾良こそが忍者であるとする説に対しては、証拠がないものの蓋然性はあるとする。

### 日本以外での芭蕉像など
- ウクライナの中学2年生の教科書には、2ページにわたって松尾芭蕉のことが書かれている[48]。
- Sierra社のゲーム、「Swat 2」には、「バショー」と名乗り、英語のおかしな俳句を読むテロ組織の黒幕が登場する。
- W.C.フラナガン名義の小林信彦の著作『ちはやふる　奥の細道』では上記の芭蕉隠密説に基づいた記述が見られる。ただし、旅の目的が佐渡金山の爆破であったり、それに水戸藩の隠密が絡んでいたりなど、史実とは全く関係のない独創的な記述が主である。
- ロバート・クレイスの著作『モンキーズ・レインコート　ロスの探偵エルヴィス・コール』(The Monkey's Raincoat) のタイトルは芭蕉の句「初しぐれ猿も小蓑をほしげ也」や蕉門の発句・連句集『猿蓑』に由来する。
- 芭蕉の句の1つ、"花の雲 鐘は上野か浅草か"の英訳である"The clouds of flowers, Where is the bell from, Ueno or Asakusa?"を来日経験のない英語圏在住者に読ませると人の死を悼む葬式の情景をうたった句と解されたとする記述がある[49]。

## 著作
- 『校本芭蕉全集』富士見書房（全10巻別巻1）
- 『松尾芭蕉集』小学館〈新編日本古典文学全集70・71〉
- 『芭蕉文集』、『芭蕉句集』 新潮社〈新潮日本古典集成〉、新装版
- 岩波文庫版は 『おくのほそ道　付曾良旅日記』(奥の細道)、『芭蕉俳句集』
  - 『芭蕉俳文集』（上下）、『芭蕉紀行文集』、『芭蕉書簡集』、『芭蕉連句集』、『芭蕉七部集』
- 角川ソフィア文庫版は 『おくのほそ道』、『芭蕉全句集　現代語訳付』（雲英末雄ほか訳・校注）
- 『芭蕉書簡大成』、『芭蕉年譜大成』 今栄蔵編著、角川学芸出版
- 『全釈芭蕉書簡集』 田中善信、新典社注釈叢書11
- 『俳諧七部集』 白石悌三・上野洋三校注、岩波書店〈新日本古典文学大系70〉[注釈 3]

### 海外語訳
- 伊藤昌輝、アルベルト・シルバによる『野ざらし紀行』、『鹿島詣』、『笈の小文』、『更科紀行』、『おくのほそ道』および『嵯峨日記』6編のスペイン語訳 
  -  Los cantos en el pequeño paraíso - Selecciones del Kanginshu. アルゼンチン: Fondo de Cultura Economica. (2015). ISBN 978-987-719-089-2
  - 日本版『スペイン語で旅するおくのほそ道』大盛堂書房、2018年
- ドナルド・キーン訳『英文収録　おくのほそ道』 講談社、1996年、講談社学術文庫、2007年
- ドロシー・ブリトン訳『奥の細道　A Haiku Journey』講談社インターナショナル、新版2002年
- タチアーナ・ソコロワ＝デリューシナによるロシア語訳がある。

## 銅像・碑
芭蕉句碑は全国に存在するが芭蕉の生れ故郷 伊賀では句碑ではなく芭蕉塚と呼ぶ。

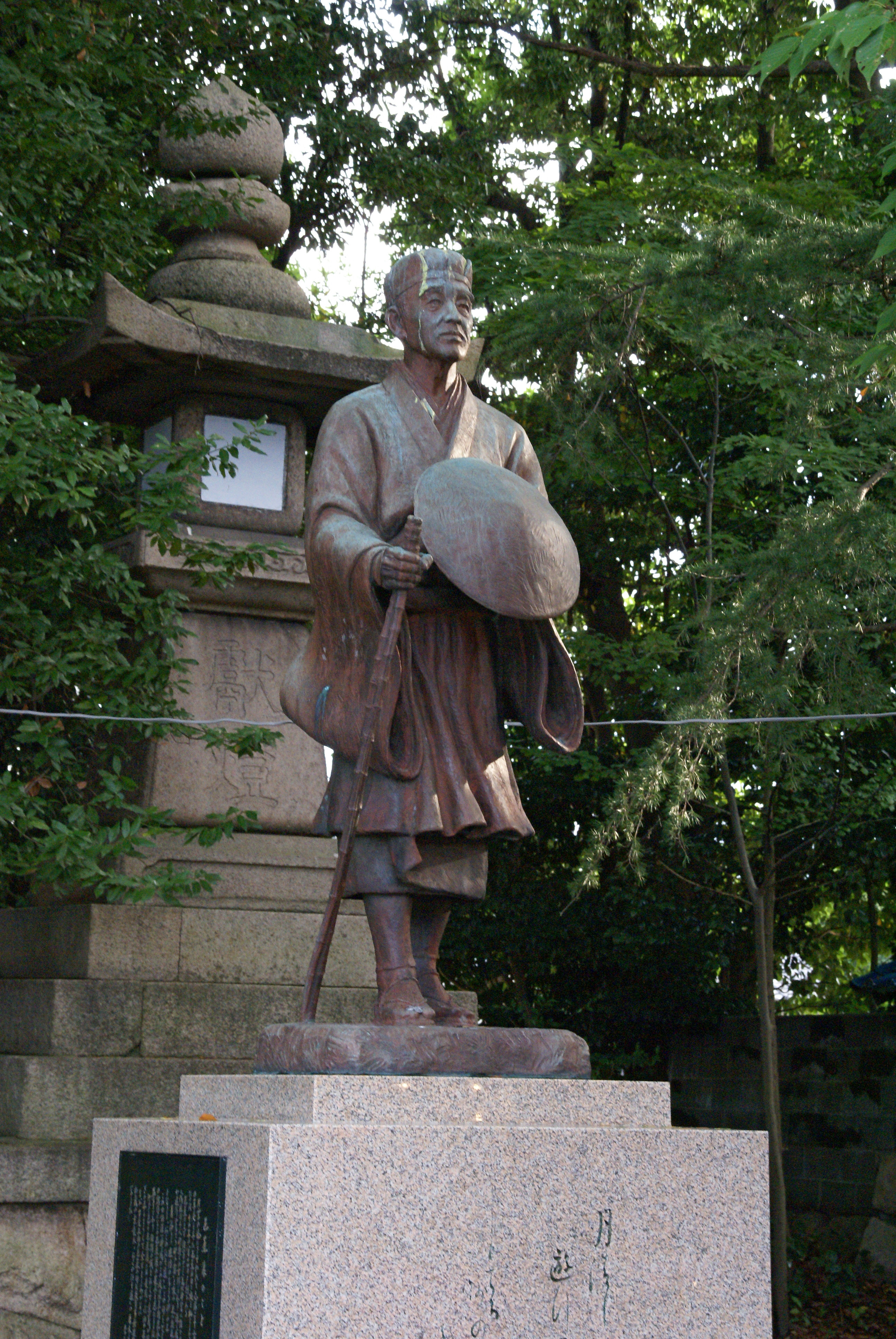
氣比神宮にある銅像
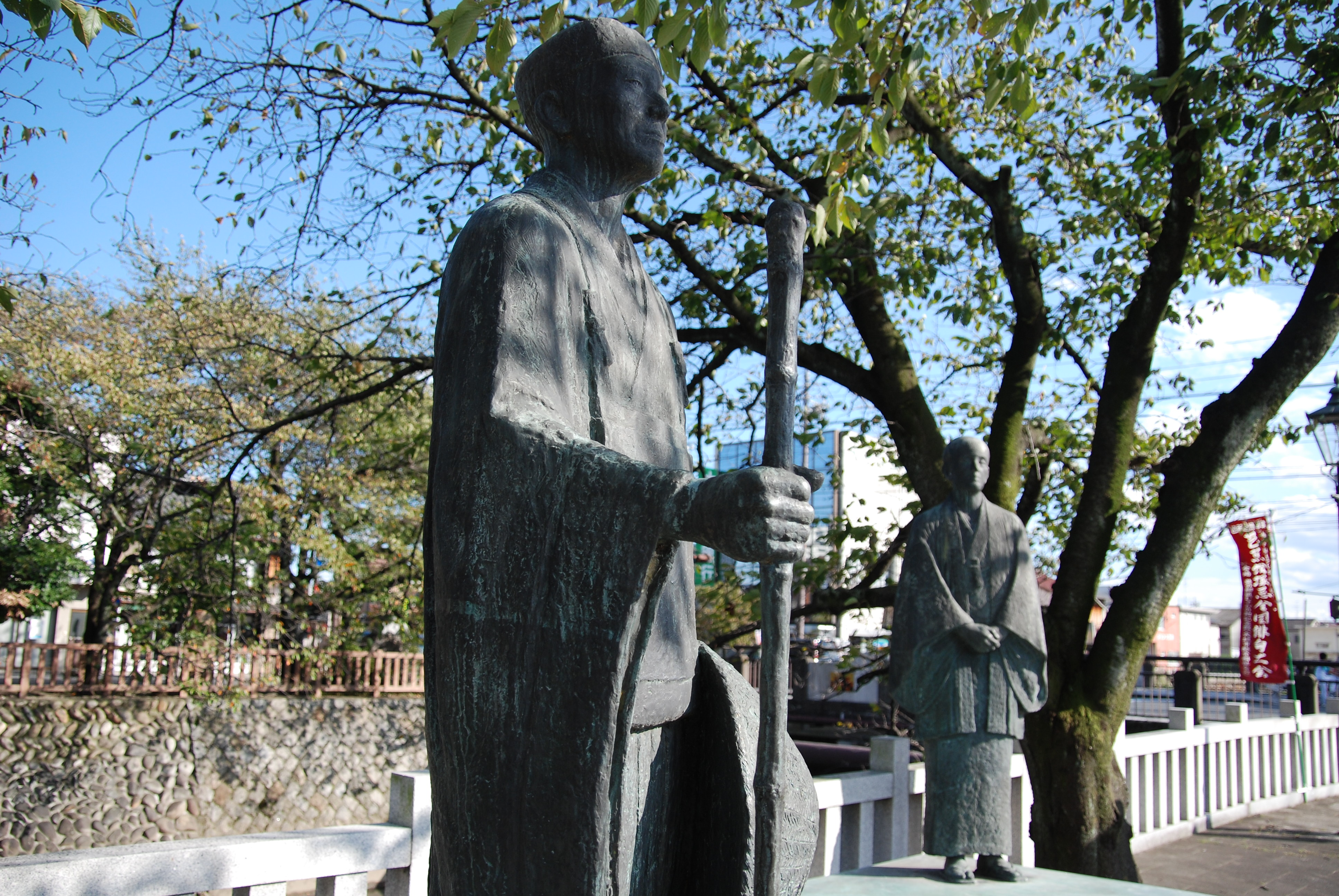
大垣市「奥の細道」結びの地
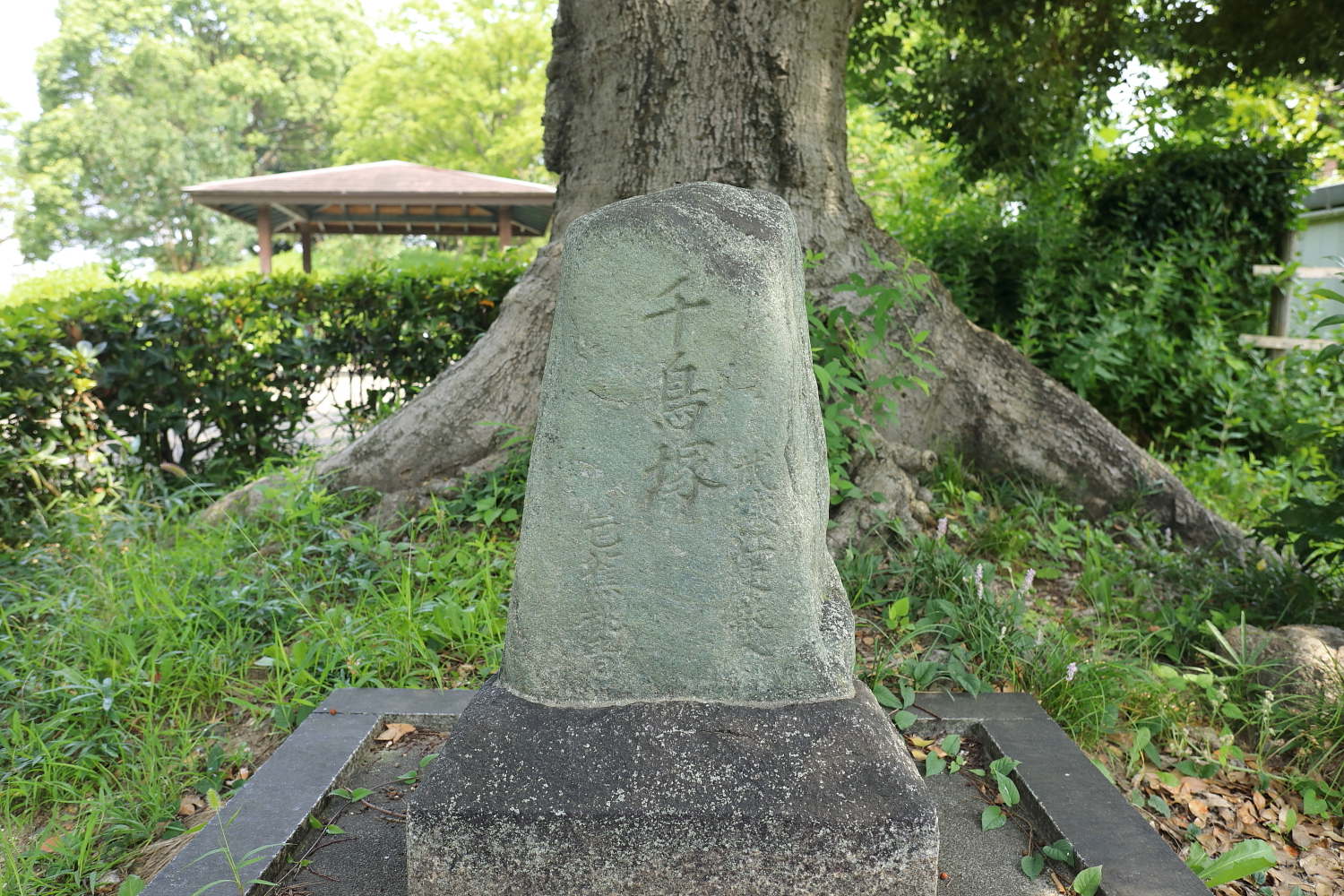
存命中唯一の翁塚である「千鳥塚」（愛知県名古屋市緑区）
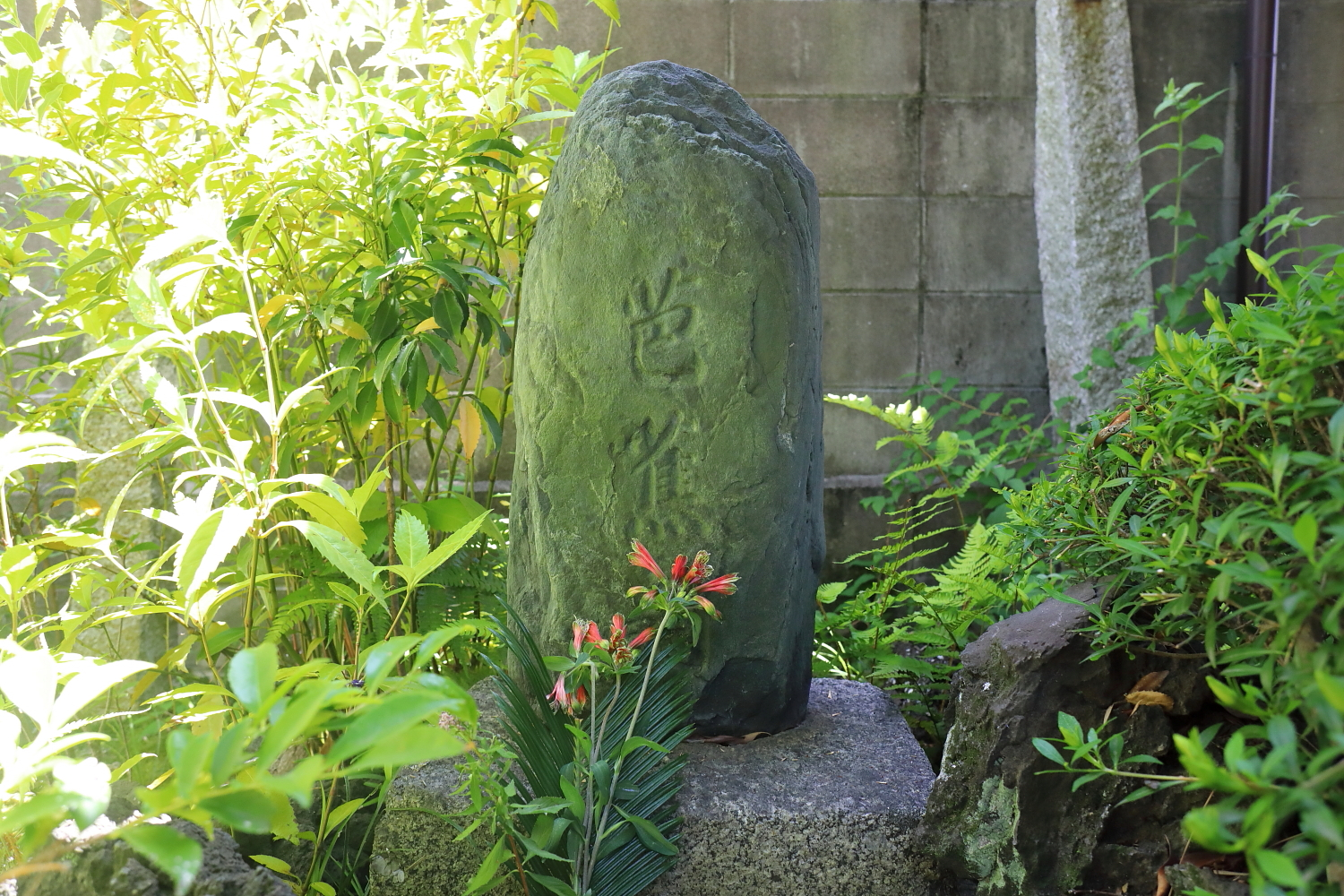
誓願寺（愛知県名古屋市緑区）、芭蕉最古の供養塔
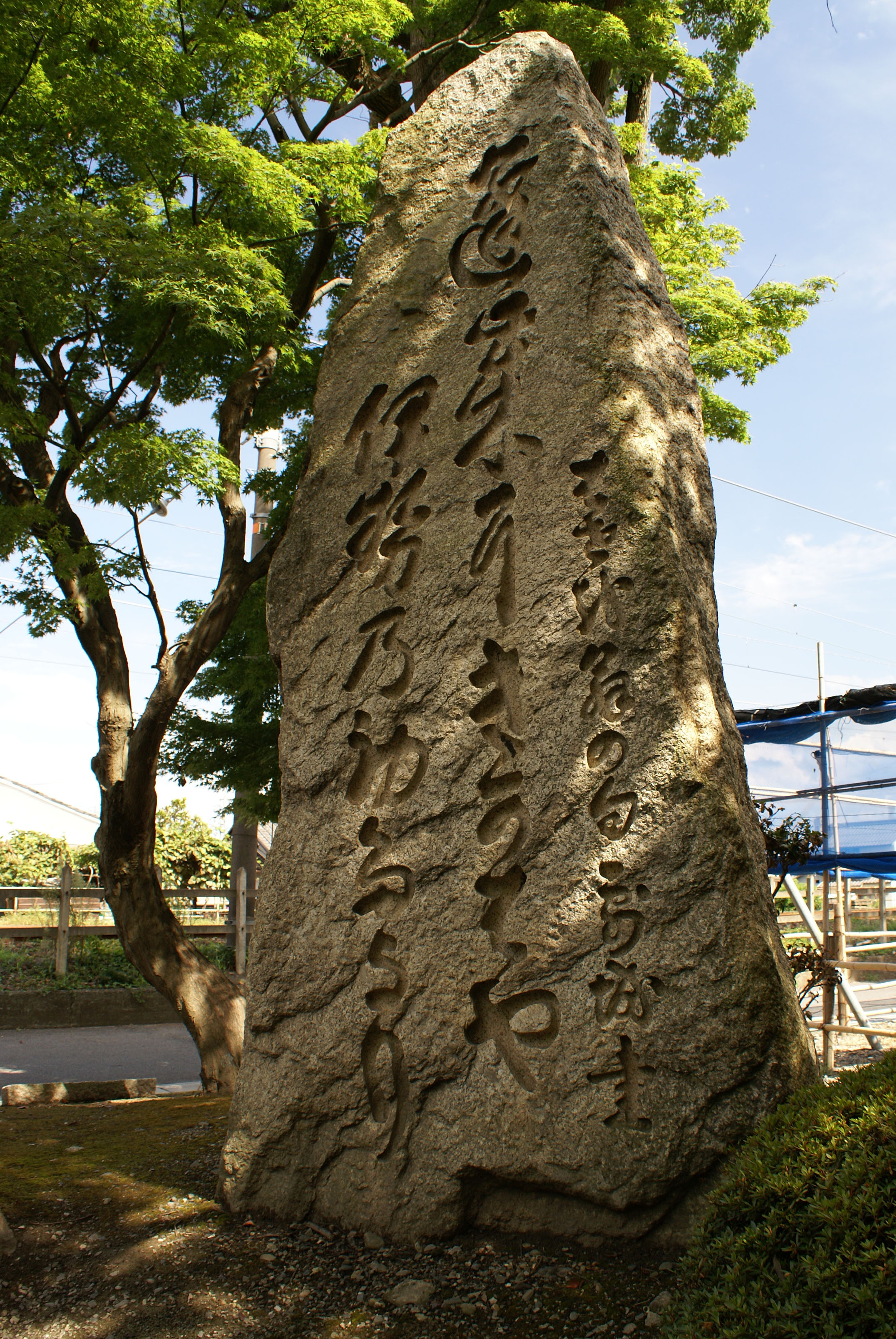
慶雲館、日本最大の芭蕉句碑
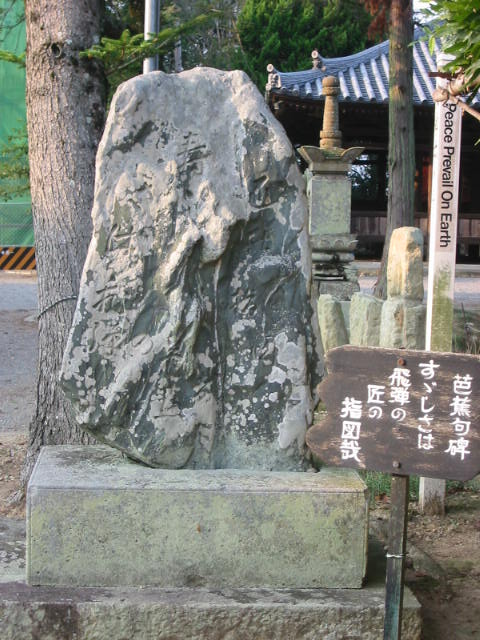
浄土寺、芭蕉句碑
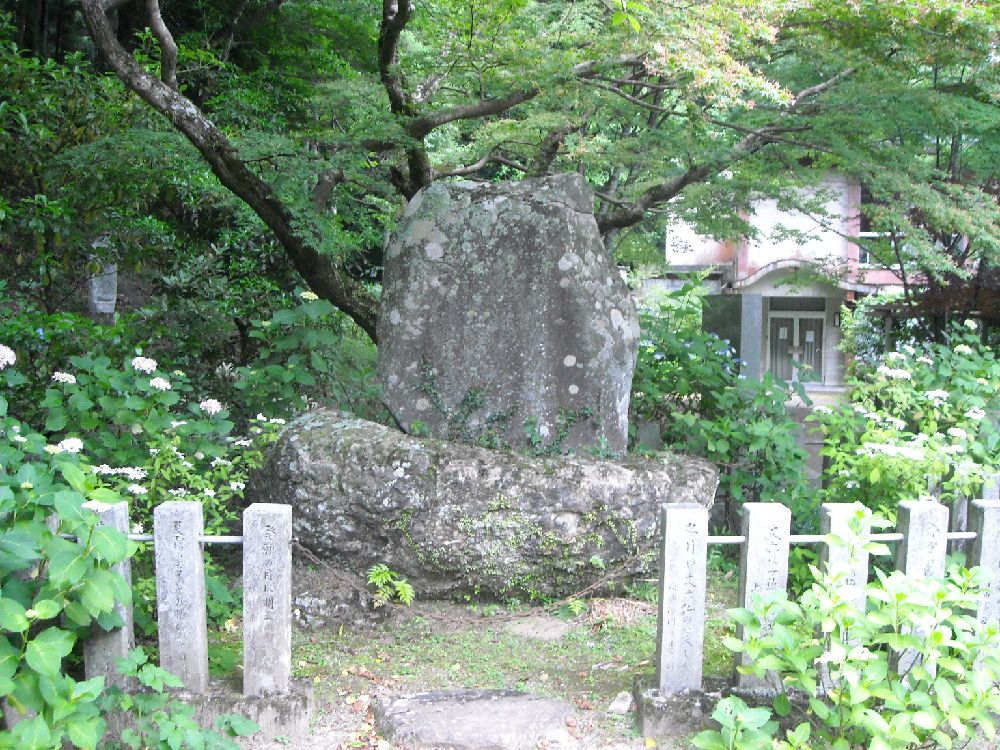
新大仏寺の芭蕉塚
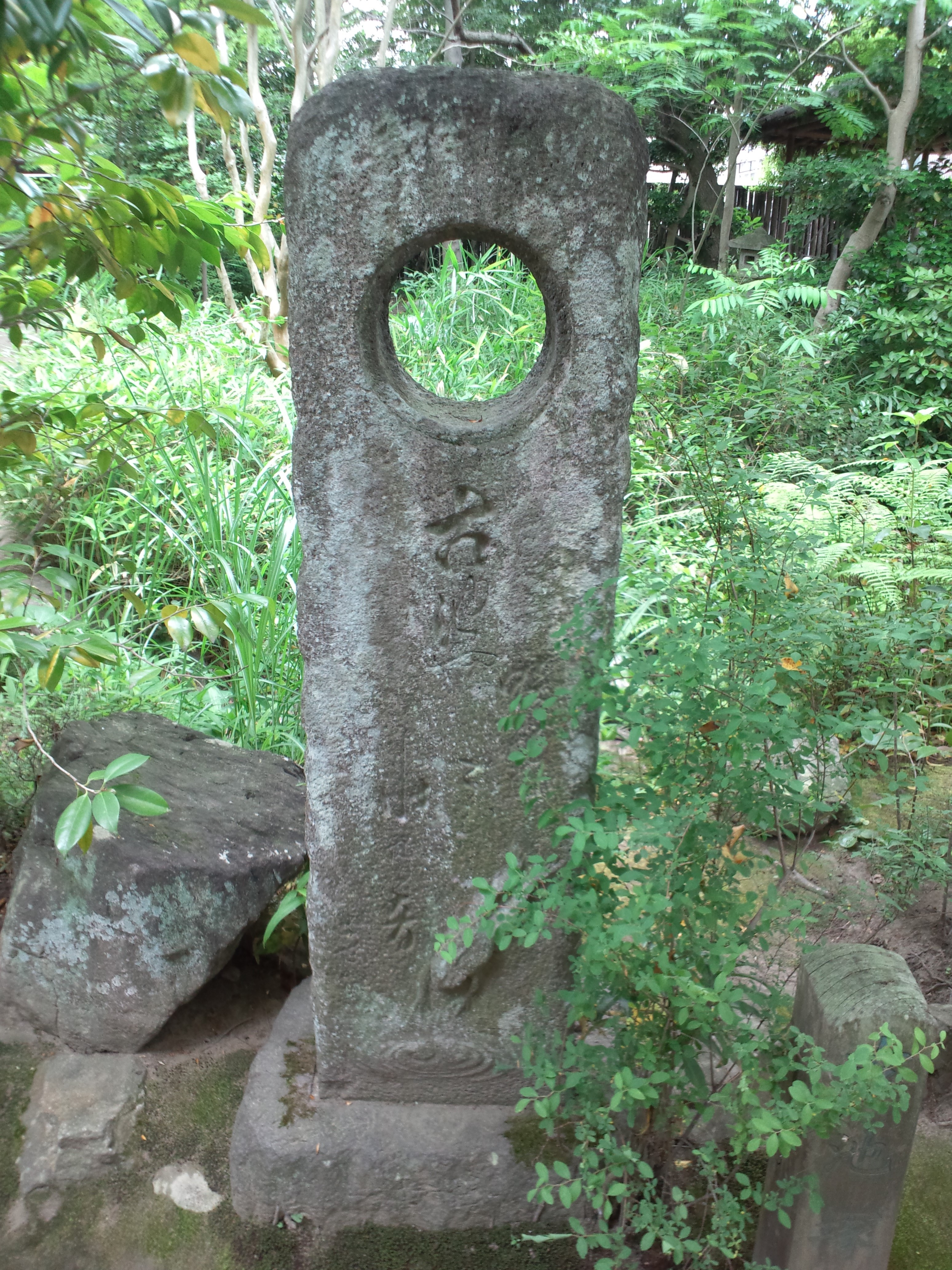
蓑虫庵、芭蕉句碑（三重県伊賀市）
南千住駅前の像
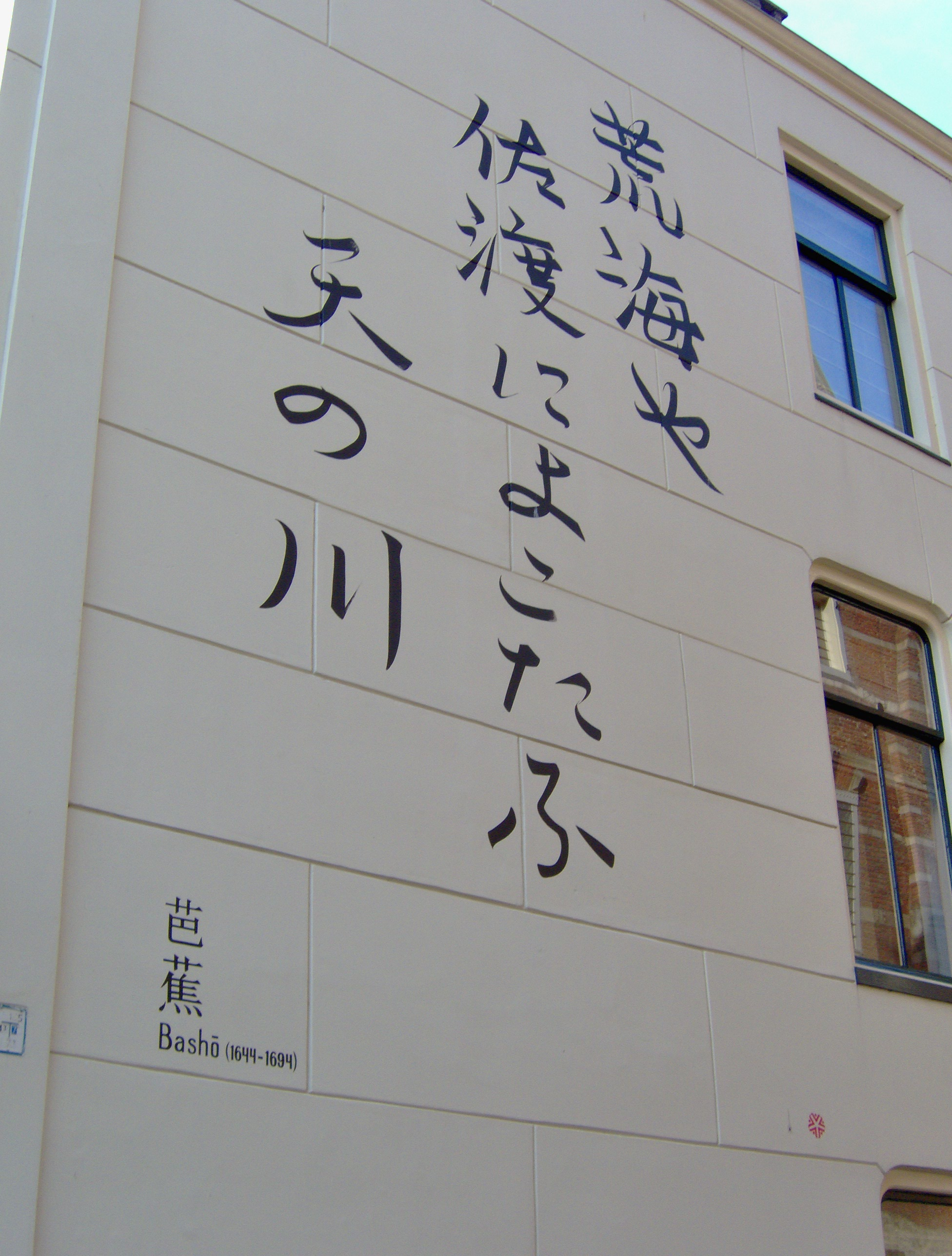
ライデン大学

## 関連作品
- 『隠密・奥の細道』（1988年、テレビ東京）[50]